# Rakouská akademie věd
Rakouská akademie věd (německy Österreichische Akademie der Wissenschaften, zkráceně ÖAW) je největší vědeckou institucí neuniverzitního typu v Rakousku. Byla založena roku 1847 jako Císařská akademie věd ve Vídni (německy Kaiserliche Akademie der Wissenschaften in Wien). Od svého vzniku sídlí ve Vídni, ale v současnosti působí i v dalších rakouských městech. K Akademii patří více než 25 odborných ústavů ve dvou třídách: matematicko-přírodovědné a filosoficko-historické. Roční rozpočet v roce 2012 činil 97 milionů eur, od roku 2013 je jejím předsedou Anton Zeilinger.

## Významní členové
Mezi členy Rakouské akademie věd byli i tito vědci: Christian Doppler, Theodor Billroth, Anton Eiselsberg, Otto Hittmair, Eduard Suess, Ludwig Boltzmann, Paul Kretschmer, Hans Horst Meyer, Roland Scholl, Julius von Schlosser, Richard Wettstein a laureáti Nobelovy ceny Julius Wagner-Jauregg, Victor Franz Hess, Erwin Schrödinger a Konrad Lorenz.